# Gerardo Antonio Silva

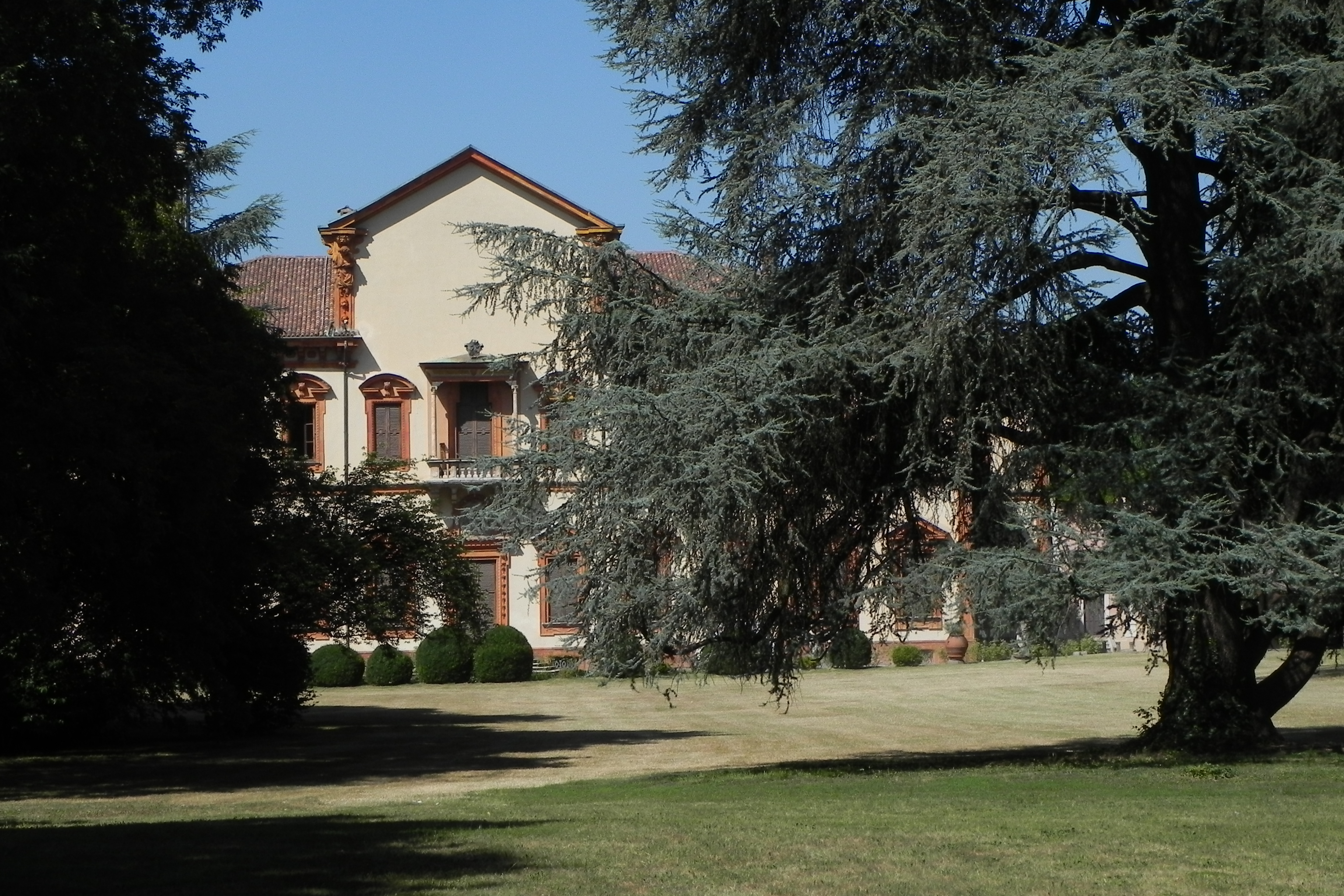
Villa Silva, a Cinisello.

Gerardo Antonio Silva (Milano, 1646 – 1714) è stato un nobile italiano.

## Biografia
Fu conte e feudatario  di Biandrate. Nel 1678 fece realizzare e donò alla chiesa di Biandrate l'urna destinata a custodire le spoglie del santo patrono Sereno di Marsiglia.  Nel 1679 ricevette il titolo di Decurione, insieme al fratello Giovanni Battista. Sposò Bianca Confalonieri figlia di Pietro Paolo, patrizio milanese nel 1673 da cui ebbe sei figli. Dopo la morte della moglie avvenuta nel 1682 si sposò nuovamente con Teresa Arborio Gattinara di Sartirana nel 1684, ed ebbe altri sette figli tra cui Donato II Silva. Nel 1701 prestò giuramento di fedeltà a don Filippo V di Spagna. Insieme a Donato I Silva, promosse delle campagne decorative per le sale di Villa Silva, a Cinisello, costruita dall'architetto Gian Domenico Richini.